# الکساندریا تایمز
الکساندریا تایمز (انگلیسی: Alexandria Times) هفته‌نامه‌ای است که در الکساندریا، ویرجینیا منتشر می‌شود و با پوشش اخبار محلی، ورزش، تجارت، حیوانات خانگی و جامعه، بر اخبار و رویدادهای شهر الکساندریا تمرکز دارد. این هفته‌نامه به‌منظور معرفی جایگزین دیگری برای روزنامه‌های محلی فعلی و پوشش بیشتر «اخبار سخت» تأسیس شد.
این هفته‌نامه که در سال ۲۰۰۵ توسط جان آروندل تأسیس شد، یک هفته‌نامهٔ رایگان با تحویل در منزل در هفت کد پستی و در دسترس به‌صورت انبوه در جعبه‌های روزنامه در ۱۳ کد پستی در شهر الکساندریا، شهرستان آرلینگتون و بخش الکساندریا در شهرستان فیرفکس است. هر هفته حدود ۱۹٬۰۰۰ نسخه از این نشریه چاپ می‌شود. ناشر و ویراستار اجرایی این نشریه دنیس دونبار است.